# Rhadinaea cuneata
Rhadinaea cuneata — вид змій родини полозових (Colubridae). Ендемік Мексики.

## Поширення і екологія
Rhadinaea cuneata відомі за кількома зразками, зібраними в горах на території Оахаки, Веракруса і південно-східної Пуебли. Вони живуть у вічнозелених тропічних лісах. Відкладають яйця.